# Lena-Larissa Senge
Lena-Larissa Senge (* 8. Mai 1993 in Herford) ist eine deutsche Jazzmusikerin (Gesang, Synthesizer, Gitarre, Flöte, Komposition).

## Leben und Wirken
Senge wuchs in einer Musikerfamilie in Bad Salzuflen auf; beide Eltern spielen Gitarre. Bereits im Alter von fünf Jahren sang sie im Kinderchor der Musikschule. Mit zehn Jahren wechselte sie in einen Pop-Chor und erhielt Gesangsunterricht im Pop-/Soul-/Jazz-Bereich. Parallel dazu sang sie in verschiedenen Bands. Mit 14 Jahren gründete sie zusammen mit Freunden eine Rockband, die sich 2016 auflöste. In der Musikschule Herford erhielt sie Ausbildung in klassischem Gesang. Auch wirkte sie bei fünf Musical-Projekten als Darstellerin mit. Aufgrund der Konzentration auf Musical-Gesang begann sie, sich näher mit Jazzgesang zu beschäftigen und nahm Unterricht bei Ulrike Wahren. Zwischen 2012 und 2017 absolvierte sie ihr Bachelor-Studium „Musikerziehung/Vokalpädagogik Jazz“ am Institut für Musik der Hochschule Osnabrück; dabei verbrachte sie ein Auslandssemester an der Sibelius-Akademie in Helsinki. Zum Aufbaustudium Musikvermittlung/Medienkulturwissenschaft zog sie nach Köln.
Noch in Osnabrück gründete Senge ihr Quintett Lariza, das nach einer Auszeichnung mit dem Study Up Award Jazz 2016 dreimal auf Tournee durch Deutschland, Österreich und Tschechien war; Anfang 2022 veröffentlichte sie mit der Band nach der Eigenproduktion Unfolding (2016) ihr zweites Album Weave bei Double Moon Records, auf dem sich „akustische Instrumente mit elektronischen Klängen“ verschränken.
Im Trio Luah begibt sich Senge mit ihren beiden Mitsängerinnen und Multiinstrumentalistinnen Ula Martyn-Ellis und Elsa Johanna Mohr auf die Suche nach ungewöhnlichen und neuartigen Klangfarben (Sunlit, 2020; Mo Vi Mento, 2022; Equilibrio, 2025). Das Luah-Album Mo Vi Mento erhielt den Deutschen Jazzpreis 2023.
Mit dem bereits seit 2014 bestehenden Vokalquartett Inspiration, Dear! widmet Senge sich dem mehrstimmigen Satzgesang in der Tradition des Vocalese-Jazz. Weiterhin singt und spielt sie in dem Familienprojekt der Mario Senge Group; sie ist auch als Solistin mit dem Jugendjazzorchester NRW auf dessen Album  Majority und mit der Florian Raepke Big Band auf The Very Thought of You zu hören.